# Maurice Smith
Maurice Smith (Spanish Town, Jamaica; 28 de septiembre de 1980) es un atleta jamaicano, especialista en la prueba de decatlón, con la que ha logrado ser subcampeón mundial en 2007.

## Carrera deportiva
En el Mundial de Osaka 2007 gana la medalla de plata en el decatlón, consiguiendo un total de 9644 puntos que fue el récord nacional jamaicano, y quedando en el podio tras el checo Roman Šebrle y por delante del kazajo Dmitriy Karpov.